# Elección al Senado de los Estados Unidos en Texas de 2024
Las elecciones al Senado de los Estados Unidos de 2024 en Texas se llevaron a cabo el 5 de noviembre de 2024 para elegir a un miembro del Senado de los Estados Unidos por el estado de Texas. El senador republicano en ejercicio por dos términos, Ted Cruz, busca un tercer mandato en el cargo. Las elecciones primarias tuvieron lugar el 5 de marzo de 2024 durante el Supermartes.
En 2018, Ted Cruz derrotó al candidato demócrata Beto O'Rourke por un margen de 214,921 votos, o el 2.57 por ciento; siendo la elección por el Senado más reñida en Texas desde 1978. En esta elección Ted Cruz resultó electo para servir un tercer mandato con un 53.05% de los votos, derrotando a Allred por una diferencia de 959,492 votos, que representó el 8.50% de la votación e incluso mejorando significativamente en un 5.93% respecto a su margen de victoria de 6 años atrás en la carrera competitiva contra O'Rourke.

### Resultados
| Partido                        | Partido       | Candidato     | Votos      | %     |
| ------------------------------ | ------------- | ------------- | ---------- | ----- |
|                                | Republicano   | Ted Cruz      | 5,990,741  | 53.05 |
|                                | Demócrata     | Colin Allred  | 5,031,249  | 44.56 |
|                                | Libertario    | Ted Brown     | 267,039    | 2.36  |
| Escritos                       | Escritos      | Escritos      | 2,825      | 0.03  |
|                                |               |               |            |       |
| Total                          | Total         | Total         | 11,291,854 | 100   |
| Participación                  | Participación | Participación | 11,291,854 | 60.63 |
| Registrados                    | Registrados   | Registrados   | 18,623,931 |       |
|                                |               |               |            |       |
| Fuente: Texas Election Results |               |               |            |       |